# Academy of English Professors of the Liberal Arts

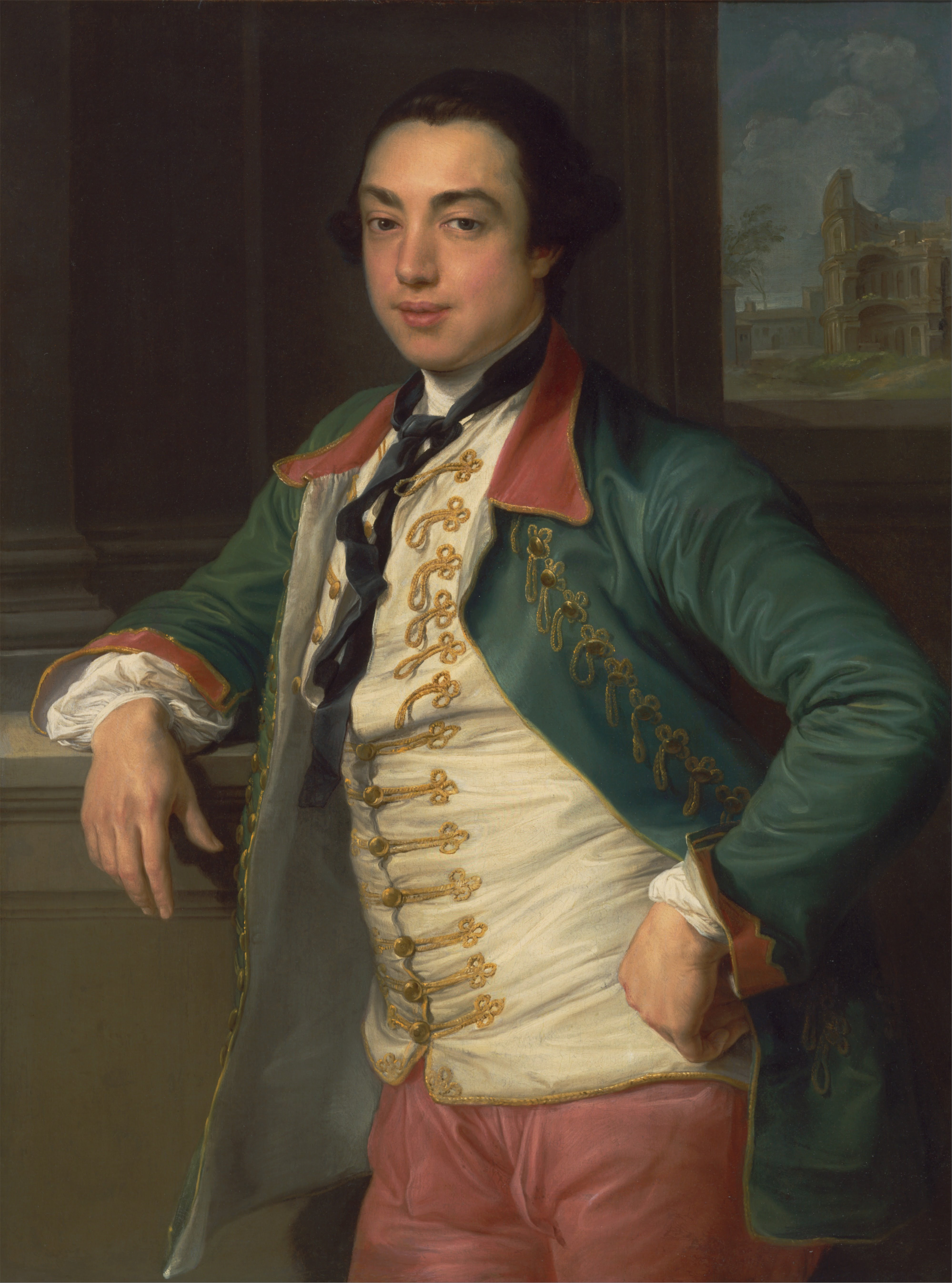
James Caulfeild, 1. Earl of Charlemont,
Gründer der Akademie
Maler: Pompeo Batoni, um 1755 (1753–1756), Öl auf Leinwand, 97,8 × 73,7 cm

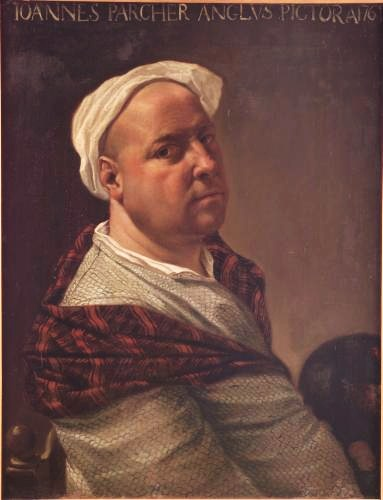
John Parker, Direktor der Akademie
Maler: Marco Benefial, 1761

Die Academy of English Professors of the Liberal Arts war eine britische Kunstschule in Rom.

## Geschichte
Einige englische Künstler und Kunstliebhaber gründeten unter Führung des kunstsinnigen irischen Adligen James Caulfeild (1728–1799) am 11. Mai 1752 die englische Kunstakademie in Rom für britische und irische Künstler – nach dem Vorbild der dort schon bestehenden französischen Académie de France à Rome. Die neue Kunstschule war aus der früheren, 1748 von 16 englischen Malern in Rom gegründeten Academy of History Painter hervorgegangen. Die italienische Hauptstadt hatte sich zu jener Zeit zu einem Zentrum der internationalen Kunsterziehung entwickelt.
Einziger Leiter dieser Kunstakademie wie auch ihrer Vorgängerin war der englische Historien- und Porträtmaler John Parker, der sich seit 1745 zu Studienzwecken in Rom aufhielt. Zu den Mitgliedern der Akademie gehörten der Architekt William Chambers, die Maler Gavin Hamilton, Thomas Patch und Richard Wilson sowie der Künstler, Sammler, Antikenhändler und Bankier Thomas Jenkins. Die Akademie fungierte zugleich als Kopieranstalt antiker römischer Malereien für den englischen Kunstmarkt, wobei Parker als Kunstagent seines Geldgebers Charlemont arbeitete und dieser mit dem Verkauf der Bilder seine Ausgaben in Rom wohl refinanziert haben dürfte.
Allerdings wurde die Akademie auf Anweisung Charlemonts wegen Meinungsverschiedenheiten unter den dort arbeitenden Künstlern nach nur sechsjährigem Betrieb im April 1758 wieder aufgegeben. Ursachen waren wohl auch der 1756 beginnende Streit zwischen Giovanni Battista Piranesi, Parker und Charlemont sowie bereits zuvor ein „Fehlverhalten“ des homosexuellen Malers Thomas Patch, das 1755 zu seiner Ausweisung aus Rom führte. Auch Akademieleiter John Parker verließ Rom und war bereits 1756 an der Accademia di San Luca.